# Asymblepharus
Asymblepharus — рід ящірок родини сцинкових (Scincidae). Представники роду поширені у Центральній та Південній Азії. Типові гірські мешканці. Описано 6 видів.
За сучасними філогенетичними даними рід Asymblepharus вважається молодшим синонімом роду Ablepharus.

## Опис
Дрібні ящірки зі слабко розвиненими п'ятипалими кінцівками. По ряду ознак близькі до роду коротконіжок Ablepharus. Поверхня очей вкрита нерухомою прозорою оболонкою, утвореною не повністю зрощеними повіками, між ними зберігається коротка щілину, прихована під нависаючими щитками верхньої повіки. Вушний отвір розташований унизу неглибокого слухового проходу. Ніздря прорізана в одному щитку. Лобно-тім'яні щитки роздільні. На зовнішній стороні передпліччя та гомілки є один ряд помітно розширених поперечних щитків. Зверху зазвичай темного кольору, черево світліше.

## Поширення
Мешкають у Центральній Азії (Казахстан, Узбекистан, Киргизстан, Таджикистан), Китаї, Індії та Непалі.

## Спосіб життя
Здебільшого мешкають в гірських та передгірських місцевостях, альпійських луках, степах з високою рослинністю. Зустрічаються на висоті до 4000 м. Активні вдень. Ховаються серед каміння. 
Представники роду яйцеживородні тварини. Самиці народжують зазвичай до 3 дитинчат.
Живляться переважно комахами та їх личинками, а також іншими дрібними безхребетними.

## Систематика
За сучасними філогенетичними даними рід Asymblepharus вважається молодшим синонімом роду Ablepharus.

### Види
- Asymblepharus alaicus
- Asymblepharus eremchenkoi
- Asymblepharus mahabharatus
- Asymblepharus nepalensis
- Asymblepharus sikimmensis
- Asymblepharus tragbulense